# Mazkeret Batya Silverbacks 2018-2019
Questa voce raccoglie le informazioni riguardanti i Mazkeret Batya Silverbacks nelle competizioni ufficiali della stagione 2018-2019.

## Israel Football League 2018-2019

### Pre-season
| 9 novembre 2018, ore 10:00 | Mazkeret Batya Silverbacks | 12 – 26 | Tel Aviv Pioneers |  |

### Stagione regolare
| Gerusalemme 16 novembre 2018, ore 10:00 | Haifa Underdogs | 36 – 6 (6-0 20-0 7-0 3-6) referto | Mazkeret Batya Silverbacks | Kraft Sports Campus (18 spett.)\| Arbitro: \| Koussevitsky \| |
| Arbitro:                                | Koussevitsky    |                                   |                            |                                                               |

| Mazkeret Batya 23 novembre 2018, ore 10:00 | Mazkeret Batya Silverbacks | 6 – 22 (0-8 0-6 6-8 0-0) referto | Tel Aviv Pioneers | (24 spett.)\| Arbitro: \| Luz \| |
| Arbitro:                                   | Luz                        |                                  |                   |                                  |

| Be'er Sheva 8 dicembre 2018, ore 21:00 | Beersheva Black Swarm | 24 – 12 (12-0 0-0 0-6 12-6) referto | Mazkeret Batya Silverbacks | AmphiPark (37 spett.)\| Arbitro: \| Luz \| |
| Arbitro:                               | Luz                   |                                     |                            |                                            |

| Mazkeret Batya 14 dicembre 2018, ore 9:30 | Mazkeret Batya Silverbacks | 22 – 56 (6-8 8-36 0-12 8-0) referto | Petah Tikva Troopers | Mazkeret Batya Field (23 spett.)\| Arbitro: \| Sela \| |
| Arbitro:                                  | Sela                       |                                     |                      |                                                        |

| Mazkeret Batya 21 dicembre 2018, ore 9:30 | Mazkeret Batya Silverbacks | 26 – 32 (0-6 13-12 6-0 7-14) referto | Judean Rebels | Mazkeret Batya Field (22 spett.)\| Arbitro: \| Luz \| |
| Arbitro:                                  | Luz                        |                                      |               |                                                       |

| Mazkeret Batya 4 gennaio 2019, ore 10:00 | Mazkeret Batya Silverbacks | 14 – 36 (0-0 14-8 0-20 0-8) referto | Beersheva Black Swarm | Mazkeret Batya Field (37 spett.)\| Arbitro: \| Greisas \| |
| Arbitro:                                 | Greisas                    |                                     |                       |                                                           |

| Mazkeret Batya 11 gennaio 2019, ore 10:00 | Mazkeret Batya Silverbacks | 30 – 44 (0-7 14-30 8-0 8-7) referto | Haifa Underdogs | Mazkeret Batya Field (23 spett.)\| Arbitro: \| Sela \| |
| Arbitro:                                  | Sela                       |                                     |                 |                                                        |

| Gerusalemme 24 gennaio 2019, ore 20:00 | Jerusalem Lions | 29 – 9 (10-6 6-0 0-3 13-0) referto | Mazkeret Batya Silverbacks | Kraft Sports Campus (38 spett.)\| Arbitro: \| Koussevitsky \| |
| Arbitro:                               | Koussevitsky    |                                    |                            |                                                               |

| Ramat HaSharon 9 febbraio 2019, ore 20:08 | Ramat HaSharon Hammers | 0 – 28 (0-7 0-8 0-7 0-6) referto | Mazkeret Batya Silverbacks | (25 spett.)\| Arbitro: \| Greisas \| |
| Arbitro:                                  | Greisas                |                                  |                            |                                      |

### Statistiche di squadra
| Competizione | %Vittorie | In casa | In casa | In casa | In casa | In casa | In casa | In trasferta | In trasferta | In trasferta | In trasferta | In trasferta | In trasferta | Totale | Totale | Totale | Totale | Totale | Totale |
| Competizione | %Vittorie | G       | V       | N       | P       | Pf      | Ps      | G            | V            | N            | P            | Pf           | Ps           | G      | V      | N      | P      | Pf     | Ps     |
| ------------ | --------- | ------- | ------- | ------- | ------- | ------- | ------- | ------------ | ------------ | ------------ | ------------ | ------------ | ------------ | ------ | ------ | ------ | ------ | ------ | ------ |
| Preseason    | .000      | 1       | 0       | 0       | 1       | 12      | 26      | 0            | 0            | 0            | 0            | 0            | 0            | 1      | 0      | 0      | 1      | 12     | 26     |
| Campionato   | .111      | 5       | 0       | 0       | 5       | 98      | 190     | 4            | 1            | 0            | 3            | 55           | 89           | 9      | 1      | 0      | 8      | 153    | 279    |
| Totale       | .100      | 6       | 0       | 0       | 6       | 110     | 216     | 4            | 1            | 0            | 3            | 55           | 89           | 10     | 1      | 0      | 9      | 165    | 305    |